# Урбан Јарник
Урбан Јарник (словен. Urban Jarnik; 11. мај 1784 — 11. јун 1844) био је словеначки свештеник, историчар, песник, лингвиста, аутор и етнограф.

## Биографија
Рођен је 11. маја 1784. у Војводини Корушка. Као парохијски свештеник служио је у неколико села и градова широм јужне Корушке, укључујући Клагенфурт и Мозбург на Изару, који су у то време још увек имали бројно словеначко становништво. Живећи међу популацијом словеначког говорног подручја, Јарник је развио интересовање за многе словеначке дијалекте који су се говорили у то доба. Постао је први словеначки дијалектолог и етнограф.
Био је сууредник двојезичног научног и културног часописа Carinthia, који се уређивао у Клагенфурту. У својим бројним чланцима писао је о обичајима и сеоским културним традицијама тамошњих Словенаца. Такође је сакупио и уредио неколико књига словеначких и словенских народних песама и приповедака. Имао је снажан утицај на касније генерације словеначких етнолога, фолклора и филолога који су живели или радили у Корушкој, попут Антона Јанежића, Матије Мајара и Антона Мартина Сломшека. Преминуо је 11. јуна 1844. у Аустрији.